# Élections sénatoriales de 2014 dans la Vienne
Les élections sénatoriales de 2014 dans la Vienne ont lieu le dimanche 28 septembre 2014. Elles ont pour but d'élire les deux sénateurs représentant le département au Sénat pour un mandat de six années.

## Contexte départemental
Le département de la Vienne fait partie des départements appartenant, avant la réforme de l'élection des sénateurs, à la série C dont les sénateurs ont été renouvelés pour la dernière fois en 2004. La moitié de cette série a été intégrée à la nouvelle série 1 renouvelée en 2011, l'autre moitié, dont la Vienne, rejoint la Série 2 renouvelable en 2014. Les sénateurs sortants ont donc effectué un mandat de 9 ans, prolongé d'un an par le décalage des élections municipales et sénatoriales de 2007. 
Lors des élections sénatoriales du 26 septembre 2004 dans la Vienne, deux sénateurs ont été élus au scrutin majoritaire : Jean-Pierre Raffarin et Alain Fouché, tous deux membres de l'UMP. L'un et l'autre sont à nouveau candidat en 2014. 
Depuis 2004, le collège électoral, constitué des grands électeurs que sont les sénateurs sortants, les députés, les conseillers régionaux, les conseillers généraux et les délégués des conseils municipaux, a été entièrement renouvelé. 
Le corps électoral appelé à élire les nouveaux sénateurs résulte des élections législatives de 2012 qui ont vu l'unique circonscription jusqu'alors détenue par le droite  sur les quatre que compte le département élire un député EELV, les élections régionales de 2010 qui ont conforté la majorité de gauche au conseil régional de Poitou-Charentes, les élections cantonales de 2008 et de 2011 qui n'ont pas profondément bouleversé les équilibres au sein de l'assemblée départementale, et surtout les élections municipales de 2014 qui ont vu un relatif recul de la gauche qui, pour ce qui est des communes de plus de 5 000 habitants, a perdu Neuville-de-Poitou.

## Sénateurs sortants
| Sénateur | Sénateur             | Parti | Fonctions lors de l'élection en 2004           |
| -------- | -------------------- | ----- | ---------------------------------------------- |
|          | Jean-Pierre Raffarin | UMP   | Premier ministre, ancien sénateur              |
|          | Alain Fouché         | UMP   | Sénateur sortant, président du conseil général |

## Collège électoral
En application des règles applicables pour les élections sénatoriales françaises, le collège électoral appelé à élire les sénateurs de la Vienne en 2014 se compose de la manière suivante :
| Délégués des communes                                                                                 |                        |                       |                       |          |                     |
| | Conseillers municipaux | Délégués / commune    | Communes concernées   | Délégués | % collège électoral |
| Délégués des communes de moins de 9 000 habitants                                                     |                        |                       |                       |          |                     |
| - communes de < 100 habitants                                                                         | 7                      | 1                     | 1                     | 1        | 0,84%               |
| - communes de < 500 habitants                                                                         | 11                     | 1                     | 99                    | 99       | 8,35%               |
| - communes de < 1500 habitants                                                                        | 15                     | 3                     | 121                   | 363      | 30,63%              |
| - communes de < 2 500 habitants                                                                       | 19                     | 5                     | 23                    | 115      | 9,69%               |
| - communes de < 3 500 habitants                                                                       | 23                     | 7                     | 15                    | 105      | 8,86%               |
| - communes de < 5 000 habitants                                                                       | 27                     | 15                    | 6                     | 90       | 7,59%               |
| - communes de < 9 000 habitants                                                                       | 29                     | 15                    | 7                     | 105      | 8,86%               |
| Délégués des communes de 9 000 à 29 999 habitants                                                     |                        |                       |                       |          |                     |
| - communes de < 10 000 habitants                                                                      | 29                     | 29                    | 0                     | 0        | 0,00%               |
| - communes de < 20 000 habitants                                                                      | 33                     | 33                    | 1                     | 33       | 2,78%               |
| - communes de < 30 000 habitants                                                                      | 35                     | 35                    | 0                     | 0        | 0,00%               |
| Délégués des communes de 30 000 habitants et plus                                                     |                        |                       |                       |          |                     |
| - Poitiers (89 253 hab.)                                                                              | 53                     | 125                   | 1                     | 125      | 10,55%              |
| Délégués des communes bénéficiant des dispositions particulières pour les communes fusionnées         |                        |                       |                       |          |                     |
| Châtellerault, Loudun, Chauvigny, Saint-Jean-de-Sauves, Lathus-Saint-Rémy, Moncontour, La Grimaudière |                        |                       | 7                     | 92       | 7,76%               |
| Délégués des communes                                                                                 | Délégués des communes  | Délégués des communes | Délégués des communes | 1 128    | 95,19%              |
| Conseillers généraux                                                                                  | Conseillers généraux   | Conseillers généraux  | Conseillers généraux  | 38       | 3,20%               |
| Conseillers régionaux                                                                                 | Conseillers régionaux  | Conseillers régionaux | Conseillers régionaux | 13       | 1,18%               |
| Députés                                                                                               | Députés                | Députés               | Députés               | 4        | 3,37%               |
| Sénateurs                                                                                             | Sénateurs              | Sénateurs             | Sénateurs             | 2        | 1,68%               |
| Total                                                                                                 | Total                  | Total                 | Total                 | 1185     | 100,00%             |

1. ↑  Dans les communes de moins de 9 000 le conseil municipal élit en son sein des délégués dont le nombre dépend de la taille de la commune.
2. ↑  Dans les communes de 9 000 à 29 999 habitants, tous les conseillers municipaux sont délégués. Il n'y a pas de délégués supplémentaires
3. ↑  Dans les communes de plus de 30 000 habitants, tous les conseillers municipaux sont délégués et, en complément, le conseil municipal désigne des délégués supplémentaires à raison de 1 par tranche de 800 habitants au-delà de 30 000 habitants
4. ↑  « Dans le cas où le conseil municipal est constitué par application des articles L. 2113-6 et L. 2113-7 du code général des collectivités territoriales relatif aux fusions de communes dans leur rédaction antérieure à la loi n° 2010-1563 du 16 décembre 2010 de réforme des collectivités territoriales, le nombre de délégués est égal à celui auquel les anciennes communes auraient eu droit avant la fusion. » (Code électoral, article L284)

## Présentation des candidats
Les nouveaux représentants sont élus pour une législature de 6 ans au suffrage universel indirect par les grands électeurs du département. Dans la Vienne, les deux sénateurs sont élus au scrutin majoritaire à deux tours. Ils sont 9 candidats dans le département, chacun avec un suppléant.
| N°  | Candidats | Candidats            | Parti | Principales fonctions                               |
| --- | --------- | -------------------- | ----- | --------------------------------------------------- |
| T01 |           | Jean-Pierre Raffarin | UMP   | Sénateur sortant, ancien premier ministre           |
| S01 |           | Lydie Noirault       | DVD   |                                                     |
| T02 |           | Alain Fouché         | UMP   | Sénateur sortant, vice-président du conseil général |
| S02 |           | Marie-Jeanne Bellamy | DVD   |                                                     |
| T03 |           | Alain Verdin         | FN    |                                                     |
| S03 |           | Patricia Duquerroux  | FN    |                                                     |
| T04 |           | Philippe Brottier    | PS    | Maire de Fontaine-le-Comte                          |
| S04 |           | Reine-Marie Waszak   | PS    |                                                     |
| T05 |           | Sophie Mellier       | PS    |                                                     |
| S05 |           | Gilles Michaud       | PS    |                                                     |
| T08 |           | Robert Rochaud       | EELV  |                                                     |
| S08 |           | Marie-Noëlle Delgado | PG    |                                                     |
| T09 |           | Francette Gratteau   | EELV  |                                                     |
| S09 |           | Jacques Arfeuillère  | PG    |                                                     |
| T10 |           | Patrick Coronas      | PCF   |                                                     |
| S10 |           | Isabelle Ponchaux    | PCF   |                                                     |
| T11 |           | Gisèle Jean          | DVG   | Maire de Queaux                                     |
| S11 |           | Jean-Louis Durand    | DVG   |                                                     |

## Résultats
|             | Jean-Pierre Raffarin | UMP         | 679   | 59,61  |  |  |
|             | Alain Fouché         | UMP         | 648   | 56,89  |  |  |
|             | Philippe Brottier    | PS          | 322   | 28,27  |  |  |
|             | Sophie Mellier       | PS          | 248   | 21,77  |  |  |
|             | Patrick Coronas      | PCF         | 74    | 6,50   |  |  |
|             | Gisèle Jean          | DVG         | 66    | 5,79   |  |  |
|             | Robert Rochaud       | EELV        | 49    | 4,30   |  |  |
|             | Francette Gratteau   | EELV        | 49    | 4,30   |  |  |
|             | Alain Verdin         | FN          | 21    | 1,84   |  |  |
|             |                      |             |       |        |  |  |
| Inscrits    | Inscrits             | Inscrits    | 1 185 | 100,00 |  |  |
| Abstentions | Abstentions          | Abstentions | 25    | 2,11   |  |  |
| Votants     | Votants              | Votants     | 1 160 | 97,89  |  |  |
| Blancs      | Blancs               | Blancs      | 10    | 0,86   |  |  |
| Nuls        | Nuls                 | Nuls        | 11    | 0,95   |  |  |
| Exprimés    | Exprimés             | Exprimés    | 1 139 | 98,19  |  |  |